# Кастелморон д'Албре
Кастелморон д'Албре (фр. Castelmoron-d'Albret) насеље је и општина у југозападној Француској у региону Аквитанија, у департману Жиронда која припада префектури Лангон.
По подацима из 2011. године у општини је живело 54 становника, а густина насељености је износила 1436,17 становника/km². Општина се простире на површини од 0,0 km². Налази се на средњој надморској висини од 80 метара (максималној 61 m, а минималној 37 m).

## Демографија
| 1962. | 1968. | 1975. | 1982. | 1990. | 1999. | 2011. |
| ----- | ----- | ----- | ----- | ----- | ----- | ----- |
| 50    | 82    | 79    | 62    | 64    | 62    | 54    |

График промене броја становника у току последњих година